# ガブリエル・パレヨン

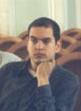
ガブリエル・パレヨン

ガブリエル・パレヨン（Gabriel Pareyon 1974年 - ）は、メキシコの現代音楽の作曲家。母国の音楽家達で結成したラボラトリウム33所属。

## 略歴
母国の音楽学校を卒業後、オランダのハーグ王立音楽院へ留学。留学中に頭角をあらわし、アンジェイ・パヌフニク国際作曲コンクール第3位、若手作曲家対象のユルゲンソン国際コンクール第2位、アンサンブル・アレフ主催国際作曲フォーラム公募入選、などの数々の受賞歴に恵まれる。メキシコを代表する若手の最右翼的存在である。
先住民族からの音楽的影響を、今日の最先端の音楽語法で問うという態度で作曲している。茫洋とした時間の伸縮や、1音ごとに変貌する特殊奏法の応酬などに個性が見出せる。近年は先住民族の言語をそのままタイトルに用いている。彼自身の執筆による、先住民族の音楽についての著作も多い。